# Antonino Foschini
Antonino Foschini (Penne, 1898 – 1948) è stato uno scrittore italiano.

## Biografia
Nato a Penne, in provincia di Pescara, diresse la rivista Il Fuoco, da lui fondata, dal 1914 al 1915, anno in cui cessò di essere pubblicata. In gioventù aderì al fascismo; scrisse alcune biografie di personaggi storici, tra cui quella di François Villon, che gli valse il Premio Viareggio 1932. Diventato oppositore del fascismo fu deportato nei campi di concentramento nazisti. Riuscì a sopravvivere alla deportazione, ma segnato nello spirito e nel corpo dalle torture fisiche e psicologiche, morì pochi anni dopo il suo rientro in Italia.

## Opere

### Biografie
- L'Aretino, Milano, Moderna, 1931
- L'avventura di Villon, Milano, Atlante, 1932
- Cesare, Milano, Marangoni, 1936
- Baracca, Roma, Editoriale Aeronautica, 1938

### Curatele
- Un filosofo della guerra: Diego Ruiz, Bologna, Il Fuoco, 1914
- Henri Barbusse, Milano, L'Ardito, 1921
- Pietro Aretino, I ragionamenti, Milano, Dall'Oglio
- Il volo in Italia, Roma, Editoriale Aeronautica, 1939 (con Federigo Valli)
- Vita e poesia di Mecenate, Roma, Augustea, 1941
- Romanità di Carlo Magno, Roma, Edizioni Di Documento, 1942